# 贴生白粉藤
贴生白粉藤（学名：Cissus adnata），又名紅毛粉藤，为葡萄科白粉藤属下的一个种。

## 扩展阅读
- 維基物種上的相關：贴生白粉藤